# Praxelinae
Praxelinae, podtribus glavočika,  dio tribusa Eupatorieae. Sastoji se od 8 rodova raširena od južne Sjeverne do tropske Južne Amerike.
Ime ovog podplemena potječe od njegovog tipičnog roda Praxelis .

## Rodovi
1. Guayania R.M.King & H.Rob. (5 spp.)
2. Chromolaena DC. (161 spp.)
3. Praxelis Cass. (20 spp.)
4. Lomatozona Baker (4 spp.)
5. Eitenia R.M.King & H.Rob. (2 spp.)
6. Eupatoriopsis Hieron. (1 sp.)
7. Praxeliopsis G.M.Barroso (1 sp.)
8. Osmiopsis R.M.King & H.Rob. (1 sp.)